# Коунмо Тауншип (округ Кембрія, Пенсільванія)
Коунмо Тауншип (англ. Conemaugh Township) — селище (англ. township) в США, в окрузі Кембрія штату Пенсільванія. Населення — 1941 особа (2020).

## Демографія
Згідно з переписом 2010 року, у селищі мешкало 2012 осіб у 856 домогосподарствах у складі 597 родин. Було 921 помешкання
Расовий склад населення:
| - 97,5 % — білих - 1,2 % — чорних або афроамериканців - 0,3 % — корінних американців |

До двох чи більше рас належало 0,7 %. Частка іспаномовних становила 1,6 % від усіх жителів.
За віковим діапазоном населення розподілялося таким чином: 17,6 % — особи молодші 18 років, 60,8 % — особи у віці 18—64 років, 21,6 % — особи у віці 65 років та старші. Медіана віку мешканця становила 48,1 року. На 100 осіб жіночої статі у селищі припадало 96,5 чоловіків;  на 100 жінок у віці від 18 років та старших — 98,2 чоловіків також старших 18 років.
Середній дохід на одне домашнє господарство  становив 55 500 доларів США (медіана — 43 214), а середній дохід на одну сім'ю — 67 040 доларів (медіана — 56 809). Медіана доходів становила 38 718 доларів для чоловіків та 33 438 доларів для жінок. За межею бідності перебувало 12,7 % осіб, у тому числі 24,3 % дітей у віці до 18 років та 5,3 % осіб у віці 65 років та старших.
Цивільне працевлаштоване населення становило 911 осіб. Основні галузі зайнятості: освіта, охорона здоров'я та соціальна допомога — 24,1 %, транспорт — 12,6 %, роздрібна торгівля — 11,7 %, виробництво — 11,7 %.